# Porto da Feteira (Horta)

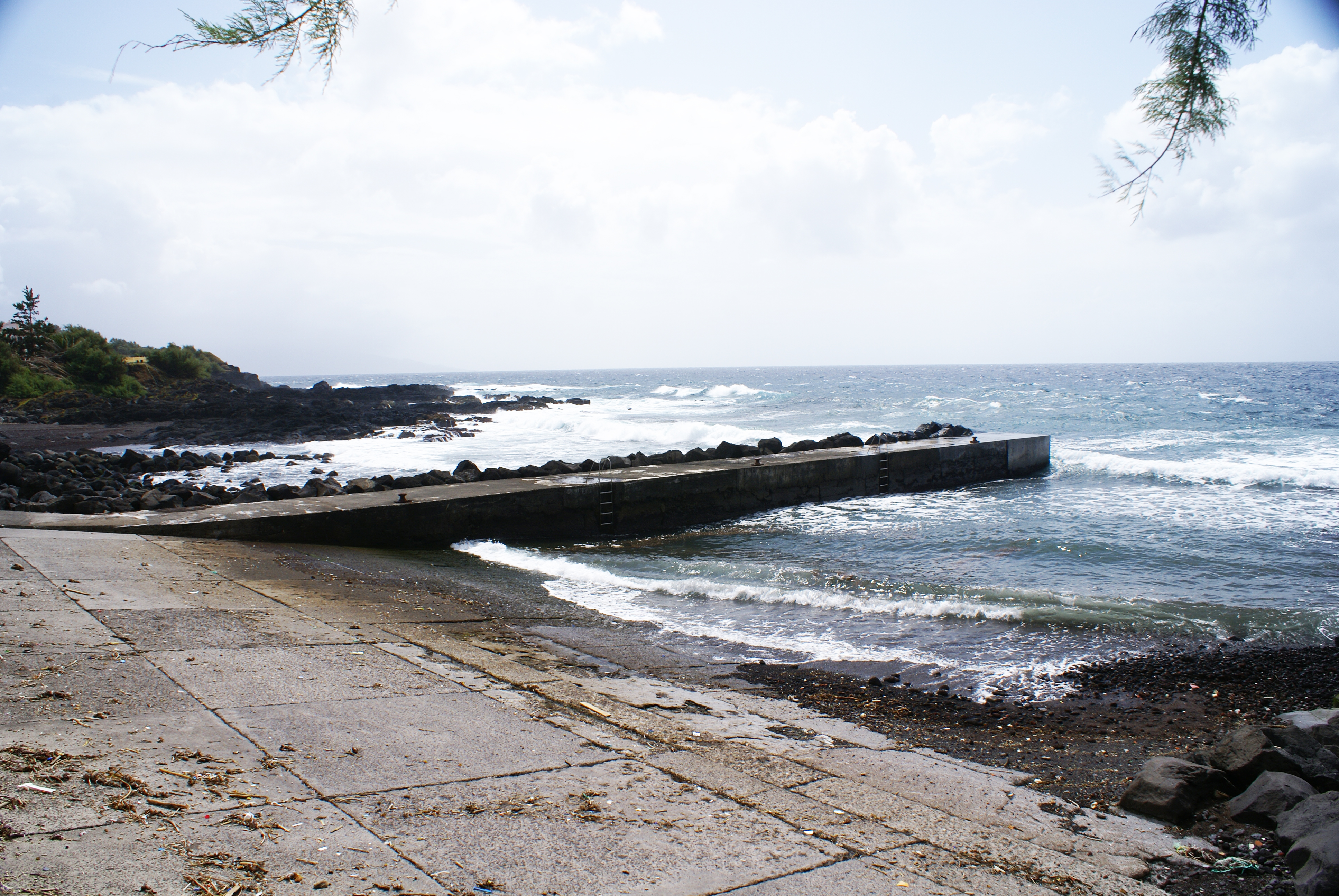
Porto piscatório da Feteira.

O Porto da Feteira é uma estrutura portuária portuguesa, localizada na freguesia da Feteira, Ilha do Faial, Arquipélago dos Açores.
Este porto tem por objectivo dar apoio à pesca e a serviços ligados ao turismo e à náutica desportiva.